# Kurt Oettinger
Kurt Oettinger (geboren 17. Januar 1877 in Marienwerder, Deutsches Reich; gestorben 4. Juni 1942 in Berlin) war ein deutscher Richter und Opfer des Nationalsozialismus.

## Leben

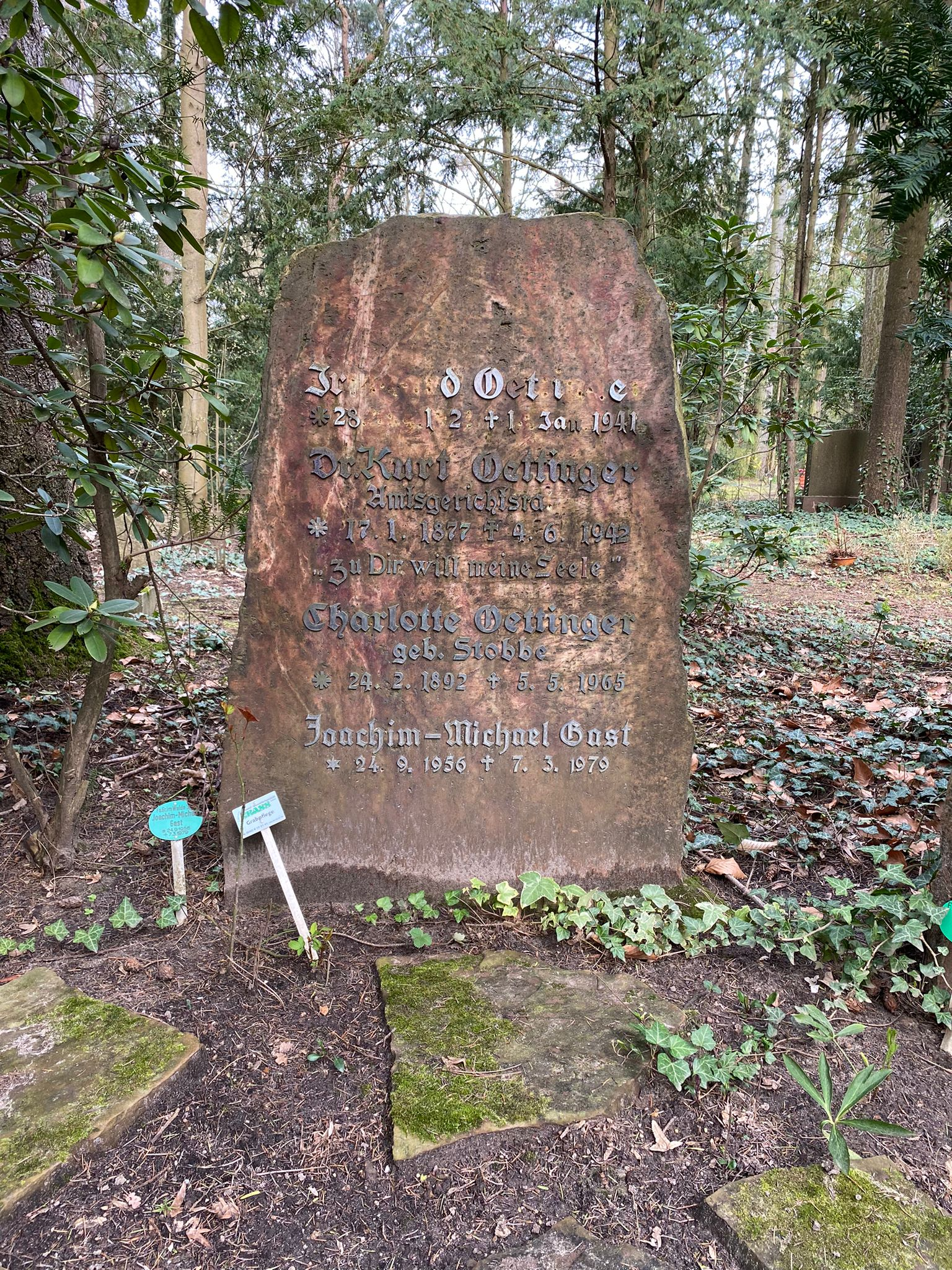
Grabstätte auf dem Parkfriedhof Lichterfelde

Kurt Oettinger besuchte das Gymnasium in Elbing und studierte Rechtswissenschaften in Berlin und München, er wurde 1904 promoviert. Das zweite Staatsexamen legte er 1909 ab. Nach dem Ersten Weltkrieg beteiligte er sich mit den Deutschnationalen in Westpreußen bei den Auseinandersetzungen um die Volksabstimmungen. 
Oettinger wurde 1920 Amtsgerichtsrat in Berlin und engagierte sich im Richterverein in Berlin, zu dessen Vorsitzendem er gewählt wurde. Er gab kostenlose Rechtsberatung für Arme. Oettinger war nebenberuflich Repetitor, publizierte juristische Fachbücher und schrieb in einer Zeitungskolumne „Der Richter spricht“. 
Nach der Machtübergabe an die Nationalsozialisten wurde Oettinger im April 1933 zwangsweise beurlaubt und erhielt ab November 1933 ein Berufsverbot. Nach den Novemberpogromen 1938 wurde er für drei Tage inhaftiert. Er musste den Zwangsnamen „Denny“ seinem Vornamen hinzufügen. Oettinger betreute Juden bis zu deren Deportation als Vermögensverwalter und beging unter dem Druck der Verhältnisse 1942 Suizid. Seine letzte Ruhestätte fand er auf dem Parkfriedhof Lichterfelde.

## Schriften (Auswahl)
- Der Begriff Unwirksamkeit im Bürgerlichen Gesetzbuch. Berlin : Struppe & Winckler, 1905, Dissertation Berlin 1904
- Aus Sturm und Traum : Gedichte. Berlin : Bondy, 1910
- Der Zusammenbruch unseres Parteiensystems und sein Neuaufbau. Berlin : Franz Fertig, 1930
- Das bürgerliche Recht : Ein systematischer Grundriss mit Hinweisen auf das frühere Recht.  Halle : Sack & Montanus, 1931
- Mangelhafte Rechtsgeschäfte. Halle : Sack & Montanus, 1931